# Natividad Barroso
Pour les articles homonymes, voir Barroso.
Natividad Barroso García, née en 1937 à Santa Cruz de Tenerife, est une chercheuse en ethno-folklore, écrivain, essayiste et poétesse vénézuélienne, originaire des îles Canaries, qui habite actuellement à Barquisimeto, ville située sur le centre occidental de l'État de Lara au Venezuela. 
Licenciée ès lettres de l'université centrale du Venezuela, diplômée d'études de 3e cycle en ethno-musicologie et titulaire d'une maîtrise en littérature comparée de cette même université, Natividad Barroso est cofondatrice de l'Association des écrivains de l'État du Lara (ASELA) et professeur universitaire dont les intérêts scientifiques et humanistiques couvrent une vaste gamme de sujets, comme sont la littérature, la linguistique, l'anthropologie et l'ethnologie. 
En 1982, elle crée un programme d'animation pour la lecture, appelé l'Heure de la Résonance, spécialement conçu pour développer l'intérêt pour la lecture dans les milieux défavorisés de Barquisimeto, capitale du Lara, ayant par la suite obtenu un remarquable succès, gagnant la reconnaissance de l'International Reading Association. 
Auteur d'articles publiés par plusieurs revues culturelles vénézuéliennes, telles que la Revista Nacional de Cultura, ainsi que par le journal El Impulso, principal quotidien régional de l'État de Lara, Natividad Barroso a été également conférencière et organisatrice de congrès, colloques et débats au motif de ses recherches académiques, et s'est occupée de promouvoir l'art et la culture dans sa région d'adoption, ce qui lui permit, en avril 1999, de recevoir le Bouton du Mérite « Ville de Barquisimeto » qui récompense le parcours des individus et des institutions ayant réalisé de notables contributions culturelles, sociales et sportives dans cette province vénézuélienne. 
En novembre 2007, Natividad Barroso reçoit le prix de littérature Roberto Montesinos de l'État de Lara et cette même année, l'État vénézuélien lui décerne le titre de Patrimoine culturel de l'État du Lara, honneur accordé à très peu de personnes de leur vivant.

## Œuvres littéraires
- (es) Cuatro ensayos desde los Crepúsculos (Caracas, Monte Ávila Editores, collection Las formas del fuego, 2004)
- (es) Prosas Inconscientes (Asela, 2005)
- (es) Eros y Sociedad (Ateneo Ciudad de Barquisimeto, 2007)

## Anthologies
- (es) De esta manera. Muestra poética de Lara (1987).
- (es) Imaginar la distancia. Poesía larense del siglo XX (2000).
- (es) Imagen poética de Barquisimeto (2002).
- (es) La fiesta de los Saragozas del estado Lara (2003).
- (es) Floricanto: 58 poetisas larenses (2006).
- (es) III Antología de Poesía del estado Mérida (2008).
- (es) Or voice/Nuestra Voz/Notre Vois del Pen Club International (2005).
- (es) Conjugando las voces de la editorial Novel Arte de Córdoba, Argentine.
- (es) Voces nuevas (CELARG, 2008) Caracas.
- (es) Narradores por la tarde (Casa Nacional de las Letras "Andrés Bello", 2008) Caracas
- Note descriptive dans la troisième édition du dictionnaire Quienes escriben en Venezuela. Siglos XVIII al XXI (Caracas, Alfadil, 2006)